# Hermann Kügler (Chemiker)
Hermann Rudolf Kügler (* 1. Oktober 1900 in Dresden-Leuben; † 19. Januar 1993 in Wien) war ein deutsch-österreichischer Chemiker und Volkswirt. Er war Jugendführer in der bündischen Jugendbewegung und zeitweilig Mitarbeiter im Büro Ribbentrop.

## Leben

### Studium
Kügler besuchte das Realgymnasium in Glauchau, wo sein Vater Direktor des Städtischen Elektrizitätswerks war. Er wurde nach seinem Abitur 1918 noch zum Heeresdienst in Zittau eingezogen, kam aber nicht mehr zum Kriegseinsatz. Er studierte in Leipzig und Berlin Chemie, Physik, Mineralogie und Philosophie und promovierte 1923 Zur Kenntnis der Reduktionsprodukte von Tolylhydrazonen. Später studierte er mit der Hilfe von Auslandsstipendien auch noch Volkswirtschaft an der Universität Caen, wo er 1929 ein „Diplome d'Etudes Supdrieures res d'Economie Politique“ erwarb und 1929/30 an der Johns Hopkins University in Baltimore. Im Herbst 1930 übernahm er das Referat Ausland bei der „Volkswirtschaftlichen Zentralstelle für Hochschulstudium und akademisches Berufswesen“ beim Institut für Weltwirtschaft in Kiel.

### Die Idee des Jungenbundes
1913 trat Kügler in den Wandervogel Glauchau ein. 1920 bis 1921 war er Gauwart des Wandervogels im Gau Sachsen I. Er gehörte zu den treibenden Kräften, die innerhalb der Wandervögelbünde die Idee des reinen Jungenbundes verfolgten. Der Gau Sachsen war bereits im Oktober 1919 durch das Ausscheiden der Mädchen zum ersten reinen Jungengau im Wandervogel geworden. Die Bundesvertreterversammlung in Naumburg am 23. und 24. Oktober 1920 führte nun zur Trennung. Kügler gehörte am 30. März 1921 zu den Gründern des Wandervogel-Jungenbundes, in welchem sich die Jungengaue Sachsen, Harz-Elbe und Baden zusammenschlossen. Er wurde zugleich der erste Führer des neuen Bundes. Ende 1921 schloss sich auch die Schlesische Jungenschaft unter Hans Dehmel dem Bund an.
Kügler gilt als derjenige, der den Begriff Jungenschaft in Anlehnung an den Begriff „Jungmannschaft“ der Schlesier prägte.

„Wir verordnen nicht den Bund von oben. Wir bieten die Möglichkeit der Entwicklung zum Bund. Nicht einer Entwicklung, die es getrost der Zeit überläßt, etwas aus uns zu machen, sondern einer Entwicklung, die von ihrem Willen getragen wird. Dieser Wille kann führen zum gemischten Bund, oder zum Jungenbund.
 Unser Wille führt zum Jungenbund.
 Der Sinn der Jungen geht zum Bund, das Trachten der Mädchen geht zur Paarung. Das aber zermürbt jeden Bund. Ein Bund kann nicht Keime in sich beherbergen, die notwendig seinen Verfall herbeiführen.“

Rückblickend beschrieb Kügler in den 1970er Jahren den Nachkriegswandervogel als in schlechter Verfassung. In Sachsen hätten die gemischten Gruppen überwogen. „Aber die Mädchen waren verburscht, die Jungen waren verweichlicht, mädchenhaft, viele liefen in Tanzkitteln und langen Haaren umher. Manche Gruppen drohten sich in Paare aufzulösen. Mit solchen Gruppen konnte man keinen Bund neu aufbauen.“

### Überbündische Aktivitäten und Auslandsfahrten
Zum Kerngau des Wandervogel-Jungenbundes wurde die von Kügler geleitete Sächsische Jungenschaft. Seit Sommer 1922 hatte sich der Gau Sachsen offiziell Sächsische Jungenschaft im Wandervogel-Jungenbund genannt. Im August 1923 bildete sich der Wandervogel-Deutsche Jungenschaft als Zusammenschluss von Wandervogel-Jungenbund, Schlesischem Wandervogel-Jungenbund, Altwandervogel und Wandervogel-Wehrbund deutscher Jugend. Auf Veranlassung des Bundesführers Ernst Buske nannte sich dieser Bund seit März 1924 Altwandervogel-Deutsche Jungenschaft. Kügler bemühte sich dabei aktiv um den Zusammenschluss mit anderen Bünden. So besuchten er und Dehmel im Februar 1922 Martin Voelkel, den Leiter der Neupfadfinder, und später Walther Matthey vom Altwandervogel, um ein überbündisches Treffen zu organisieren. Ein von den Neupfadfindern auf der Wartburg am 10. April 1922 veranstaltetes Treffen, zu dem auch weitere Bünde wie der Jungnationale Bund, der Köngener Bund und die Ringgemeinschaft Deutscher Pfadfinder eingeladen waren, führte aber nicht zu einer Einigung.
Ein anderes überbündisches Projekt, das Kügler und Dehmel maßgeblich vorantrieben, waren Auslandsfahrten. Der Sächsische Jungenbund unternahm vor allem Fahrten nach Südosteuropa. Gezielt wurden dabei volksdeutsche Kolonien besucht. Diese Fahrten, die alle von Kügler geleitet wurden, hatten dabei eine unverhohlen politische Bedeutung, indem sie in den „Dienst des deutschen Volksgedankens“ gestellt wurden. Der Zweck dieser Fahrten bestand nicht zuletzt darin, das „Deutschtum“ durch Erziehungsarbeit zu erhalten und die Brückenfunktion der Volksdeutschen zu fördern.
Vor solchen „Grenzlandfahrten“, welche die Sächsische Jungenschaft vor allem nach Ungarn und Jugoslawien in die Gebiete der Schwäbischen Türkei, Slawonien, Batschka, Syrmien, Dalmatien, Bosnien, Mähren und das ungarische Erzgebirge führten, wurden die Teilnehmer landeskundlich geschult, etwa von Hugo Grothe an der Universität Leipzig oder dem Deutschen Auslandsinstitut in Stuttgart. 1925 gründeten Angehörige der Sächsischen Jungenschaft das Grenzlandamt der Studentenschaft der Universität Leipzig zur Betreuung ausländischer Studenten.
Insbesondere in Jugoslawien bemühten sich die Fahrtengruppen um eine systematische Bestandsaufnahme volksdeutscher Siedlungen. 1927 wurde die Großgruppe deshalb aufgeteilt, um das gesamte „Deutschtum“ in Jugoslawien systematisch, aber konspirativ über Fragebögen zu erfassen.
Nicht weniger politisch war eine Frankreichfahrt der Sächsischen Jungenschaft, die von Kügler 1928 durchgeführt wurde, um das Bild von Europa und Deutschland derjenigen Abiturienten und Studenten, die durch die Fahrten nach Südosteuropa „eine einseitige Auffassung vom kulturellen Vorrang des deutschen Volkes erhielten,“ zu erweitern und zu vertiefen. Zugleich sollten bei den sechs Teilnehmern die Voraussetzungen für ein Auslandsstudium in Frankreich geschaffen werden. Die Gruppe wurde in Heidelberg von Ernst Robert Curtius und Hans von Eckardt geschult, bevor sie über Paris für einen Monat nach Caen vermittelt wurde. Kügler erhielt auf diese Weise einen Studienplatz für das Studienjahr 1928/29 als erster deutscher Austauschstudent an der Universität Caen.
In der Zwischenzeit hatte sich die Sächsische Jungenschaft unter Kügler im Oktober 1926 dem Bund der Wandervögel und Pfadfinder angeschlossen, in welchem Kügler im Januar 1927 Bundesamtmann wurde, ein Amt, das er auch nach der Umbenennung des Bundes in „Deutsche Freischar“ beibehielt. Als ein von ihm geplanter Landdienst auf dem Führertag der Sächsischen Jungenschaft im Mai 1928 als Gauunternehmen abgesagt wurde, legte Kügler im Juli 1928 die Landesführung nieder. Innerhalb der Deutschen Freischar wurde Kügler im Oktober 1931 mit der Organisation und Führung eines „Ostmarkenlanddienstes“ für 1932 beauftragt. Als Hans Dehmel im Februar 1932 Bundesführer der Deutschen Freischar wurde, übernahm Kügler das Amt des Bundes-Jungenführers. Er leitete den Landdienst des Bundes an den deutschen Ostgrenzen in Ostpreußen, Pommern, Neumark und Grenzmark Posen-Westpreußen, an dem sich etwa 2.000 Jungen beteiligten.
Ziel des Landdienstes war es, den Jugendlichen das Landleben näher zu bringen und sie für die Probleme der Landwirtschaft und des „deutschen Ostens“ zu sensibilisieren. Den Bauern an der Ostgrenze des Deutschen Reiches sollte beim Einbringen ihrer Ernte geholfen werden. Kügler verstand den Landdienst politisch als „eine nationale Tat im tiefsten und wahrsten Sinne“, da die historische Aufgabe der deutschen Jungenschaft von 1932 im deutschen Osten liege. Er verstand dies „als ersten Schritt auf dem Wege zur großen deutschen Jungenschaft“, die auch andere Gruppen wie die Freischar junger Nation einschließen sollte.

### Während des Nationalsozialismus

#### Im Büro Ribbentrop
Kügler war neben Dehmel, Ernst Bargel, Hans Raupach und Eberhard Wolff einer der Führer der Deutschen Freischar, die in einem auf den 8. März 1933 datierten offenen Brief ihren Beitritt zur NSDAP erklärten. Sie hätten eine parteipolitische Bindung bisher abgelehnt, hielten aber eine Einordnung in die NS-Parteiorganisation nun für ihre Pflicht. In der Erklärung wurden auch die Aktivitäten der Grenz- und Auslandsfahrten nach den deutschen Siedlungen in Südosteuropa den Zielen der nationalsozialistischen Bewegung zugeordnet, und das Wahlergebnis der gerade abgehaltenen Reichstagswahlen dahingehend bewertet, dass durch eine Regierung unter nationalsozialistischer Führung „die Zeit für die Verwirklichung der einigen Jungmannschaft eines straff geführten Deutschen Volkes gekommen“ sei. Die Erklärung wurde am 14. März im Völkischen Beobachter abgedruckt. Warum Kügler, der den offenen Brief unterzeichnet hatte, in der gedruckten Version im Völkischen Beobachter nicht genannt wurde, lässt sich aufgrund der Aktenüberlieferung nicht klären. Er wurde am 1. Mai 1933 in die NSDAP aufgenommen.
Als im Sommer 1933 die Volkswirtschaftliche Zentralstelle aufgelöst wurde, verlor auch Kügler seine Beschäftigung. Nach einer privaten Auslandsreise durch Italien wurde ihm auf Vermittlung Helmut Haubolds, einem ehemaligen Mitglied der Sächsischen Jungenschaft, das Hauptamt für Grenzland- und Außenpolitik in der Reichsleitung der Deutschen Studentenschaft angeboten. Im Rahmen dieser Tätigkeit reiste Kügler 1933/34 zum Internationalen Kongress der Akademischen Jugend für den Völkerbund, zu einer italienischen Hochschulolympiade in Mailand und zur Tagung des Weltstudentenwerks in Cambridge. Dabei kam er mit Gustav Prinz Biron von Curland in Kontakt, der das Auslandsamt des NS-Studentenbundes leitete. Gemeinsam verteidigten sie in einer öffentlichen Diskussion im Royal Institute of International Affairs am 20. März 1934 in London die „nationalsozialistische Revolution“.
Prinz Biron von Curland war es auch, der Kügler an Joachim von Ribbentrop empfahl. Im Juni 1934, als Kügler gerade daranging, die erste Polenfahrt einer Gruppe der Hitlerjugend und der Deutschen Studentenschaft zu leiten, wurde er 1934 zum Mitarbeiter in der Dienststelle Ribbentrop berufen. Er begründete seinen Entschluss, das Angebot anzunehmen nach dem Krieg damit, er sei einem Konzept der bündischen Jugend gefolgt. Man habe versucht, Einfluss auf Entscheidungsträger des „Dritten Reiches“ zu gewinnen. In Ribbentrop glaubte er jemanden gefunden zu haben, der Einfluss auf Adolf Hitler hatte, um durch ihn die nationalsozialistische Außenpolitik beeinflussen.
Kügler machte sich damit aber auch Feinde in konkurrierenden NS-Organisationen. Er wurde 1935 zunächst nach Hannover versetzt, wo er das Frontkämpferreferat übernahm, das Ribbentrop zur einheitlichen Leitung des Weltkriegsveteranenwesens eingerichtet hatte. Ende September 1935 wurde Kügler von der Gestapo verhaftet. Gegen ihn wurde der Vorwurf der „bündischen Umtriebe“ und der Homosexualität erhoben. Vermutlich fiel er einer Intrige der NSDAP/AO, Ernst Wilhelm Bohles und Alfred Rosenbergs zum Opfer, die eigentlich Ribbentrop treffen sollte. Kügler hatte wohl auch den erfolgreichen Versuch Ribbentrops angestoßen, von Hitler die Federführung in der Volksdeutschenarbeit übertragen zu bekommen und war damit zur Zielscheibe geworden. Von Januar bis August 1936 hielt er sich unter Überwachung der Gestapo zwangsweise im Deister Wald auf. Am 10. März 1936 wurde er aus der NSDAP ausgeschlossen, nach Angaben von Roland Ray auch aus der SS.

#### „Ölschutz“ in Rumänien
Nachdem er kurze Zeit als Berater bei der Planung von Industriesiedlungen in Schneidemühl gearbeitet hatte, trat Kügler am 1. August 1937 als Abteilungsleiter in das Büro des Kaufmännischen Vorstandsausschusses der I.G. Farben in Berlin ein. Zunächst bearbeitete er hier den Vorderen Orient, später Osteuropa ausgenommen die Sowjetunion. Im August 1939 wurde er zur Wehrmacht einberufen, verschaffte sich aber einen Auftrag des Oberkommandos der Wehrmacht (OKW) (Abwehr), sich um die Sicherung der rumänischen Ölfelder zu kümmern. Bereits Anfang Mai 1939 war Kügler mit einer Delegation der deutschen chemischen Industrie in Bukarest gewesen, um die Anwendung neuer Verfahren der I.G. Farben auf das rumänische Erdöl zu erläutern. Durch den neuen Auftrag wurde er Verbindungsmann der I.G. Farben in Rumänien und zugleich der sorgfältig als Zivilist getarnte Leiter des Ölschutzunternehmens der Wehrmacht. Er berichtete für die Abwehr über die innenpolitische Lage, baute ein Netz von Informanten auf und holte frühere Kameraden aus der Deutschen Freischar nach Rumänien. Es gelang, die Ölfelder und Erdölraffinerien weitgehend unbeschädigt von Sabotageversuchen in die Hände der Wehrmacht fallen zu lassen. Kügler erhielt dafür 1941 das Kriegsverdienstkreuz mit Schwertern und ein persönliches Lob von Admiral Wilhelm Canaris. Kügler erklärte später, der „Privatkrieg an der Ölfront“ sei von Männern aus der Deutschen Freischar geführt worden. Ohne Anwendung von Gewalt seien die rumänischen Ölquellen für das rumänische Volk „mit vorübergehender Nutzung durch das Reich“ sichergestellt worden.
Während des Deutsch-Sowjetischen Krieges sollte Kügler von der neutralen Türkei aus die Sicherung der Erdölvorkommen in Baku organisieren. Aufgrund des deutschen Rückzuges wurden diese Pläne obsolet.

### Berater der rumänischen Regierung und Karriere in Österreich
Als Rumänien am 23. August 1944 kapitulierte, wurde Kügler interniert und im Frühjahr 1946 aus dem Lager Turnu Măgurele entlassen. Auf Vermittlung Ion Miclescus wurde er zum Berater des rumänischen Wirtschaftsministeriums in Fragen der chemischen Industrie bestellt. Nach der Ausrufung der rumänischen Volksrepublik 1948 kehrte Kügler zunächst nach Deutschland zurück. Er ging dann nach Wien, wo er zunächst Konsulent einer österreichischen Landesbank wurde und kurzzeitig nach Bremen in die Privatwirtschaft. 1952 begann er seine Tätigkeit für Hoechst. 1953 wurde er Mitgeschäftsführer der Vertretung von Hoechst in Österreich und 1954 deren Leiter. 1965 trat er in den Ruhestand, reiste aber zugleich im Rahmen eines Werkvertrages für Hoechst nach Pakistan, Afghanistan, Iran und Tunis. In der Zwischenzeit war er österreichischer Staatsbürger geworden. Er wurde Geschäftsführer der Firma Albertchemie und Vorstandsmitglied der Vianova Kunstharz AG, ein Posten, den er 1977 niederlegte.
Kügler engagierte sich auch im Freideutschen Konvent, mit dem er seinen 1957 mit alten Freunden gegründeten „Sachsenkreis“ korporierte.

## Veröffentlichungen
- Zur Kenntnis der Reductionsprodukte der Tolylhydrazone. [Zusammenfassung der Dissertation]., Berlin 1923.
- (Hrsg.): Fahrt der Sächsischen Jungenschaft nach Südosten, Sommer 1924. [Hrsg.: Hermann Kügler]. Das Junge Volk, Plauen Straßbergerstr. 48 1925.
- Die Jungenschaft in der bündischen Jugend. [Hermann Kügler]. Verlag Das junge Volk, Plauen i. V 1928.
- und Günter Keiser: Bedarf und Nachwuchs an Chemikern und Physikern. Struppe & Winckler, Berlin 1932.
- mit Theodor Zotschew: Die Industrialisierung Südosteuropas. In: Südosteuropa-Jahrbuch.1 (1957) 1957, S. 141–156.